# Farní sbor Českobratrské církve evangelické v Českých Budějovicích
Farní sbor Českobratrské církve evangelické v Českých Budějovicích je sborem Českobratrské církve evangelické v Českých Budějovicích. Sbor spadá pod Jihočeský seniorát.
Sbor byl založen roku 1922.
Sídlí v evangelickém kostele v ulici 28. října. Duchovními sboru jsou farář David Nečil a farářka Ludmila Míchalová Mikšíková, kurátorem sboru Jan Matějka. Ve sboru rovněž působí pastorační pracovnice Michaela Krištůfková, a to od roku 2019.
Sbor má kazatelskou stanici v Kaplici.

## Faráři a farářky sboru
- Alfred Milan Satke (1970–1972)
- Petr Chamrád (1986–1989)
- Daniel Matějka st. (1992–2008)
- Ruth Brichová (1998–2008)
- Martin Tomešek (2004–2006)
- David Nečil (2008–)
- Daniel Freitinger (2007–2019)
- Ludmila Míchalová Mikšíková (2024–)